# Einadia
Einadia es un género de plantas fanerógamas con siete especies pertenecientes a la familia Amaranthaceae. Es originaria de Australia y Nueva Zelanda.

## Taxonomía
El género fue descrito por Constantine Samuel Rafinesque y publicado en Flora Telluriana 4: 121. 1836[1838]. La especie tipo es:  Einadia linifolia

## Especies
| - Einadia allanii - Einadia hastata - Einadia linifolia - Einadia nutans | - Einadia polygonoides - Einadia triandra - Einadia trigonos |